# Søren Sætter-Lassen
Søren Sætter-Lassen, född 11 juli 1955 i Horsens, östra Jylland, är en dansk skådespelare.
Sætter-Lassen studerade vid Odense Teaters elevskola 1975–1978.

## Filmografi i urval
- 2018–2022 – Badhotellet (TV-serie)
- 2012 – Balladen om Marie Krøyer
- 2002 – Jeg är Dina
- 2001 – En riktig människa
- 2000 – Hjälp! Jag är en fisk
- 1999 – Dybt vand
- 1996 – Skyernes skygge rammer mig
- 1994 – Frihetens skugga (TV-serie)
- 1992 – Kald mig Liva
- 1988 – Vid vägen
- 1980 – Øjeblikket

## Utmärkelser
- Teaterpokalen,  1999[2]
- Reumert för årets manliga biroll,  2000[3]
- Reumert för årets manliga huvudroll,  2010[4]
- Kommendör av Dannebrogorden,  3 december 2012[5]
- Nielspriset,  2014[6]
- Reumert för årets manliga huvudroll,  2014[7]
- Reumert för årets manliga huvudroll,  2019[4]

[Redigera Wikidata]